# 선부
선부(船府)는, 신라의 관청이다. 주요 업무는 주즙(舟楫) 즉 선박의 제작과 관리 및 조운(遭運)에 관련한 업무였다.
경덕왕(景德王) 18년(759년) 때의 관명 변경 때에 이제부(利濟府)로 이름을 바꾸었다가 혜공왕(惠恭王) 때에 옛 이름으로 복구하였다.

## 개요
《삼국사기》 본기 및 직관지에는 문무왕(文武王) 18년(678년)에 처음으로 선부를 별치(別置) 즉 별도로 설치하였다고 적고 있다. 여기서 별치란 문맥상 병부(兵部)로부터의 자립을 의미하는 것으로 이해되는데 같은 책에서 선부의 차관인 경(卿, 선부경)이 이미 문무왕 3년(663년)에 설치되었다고 되어 있고, 이보다 훨씬 앞선 진평왕(眞平王) 5년(583년)에 선부서(船府署)에 대감(大監)과 제감(弟監) 각 1명을 두어 주즙(舟楫) 즉 선박과 관련된 업무를 맡아 보게 하였다는 언급에 비추어 선부의 설립 시기는 진평왕 때의 선부서까지 소급할 수도 있다. 
즉 문무왕 18년 이전 선부는 병부 산하의 선부서로서 진평왕 5년의 대감·제감 체제→문무왕 3년의 경(옛 대감 포함)·대사(옛 제감) 중심 체제로 구성, 운용되고 있었던 셈이다.
《삼국사기》 직관지에는 선부의 업무인 주즙을 병부(兵部)의 대감과 제감이 관장하는 것으로 하고 있어 초창기에는 선부가 독립된 조직이 아닌 병부 산하의 하위 조직인 선부서로써 시작했던 것으로 보인다. 그리고 선부경이 임명되는 문무왕 3년(663년)이 선부가 병부 산하에서 벗어난 별도의 관부로 조직되기 시작한 시기이고, 문무왕 18년(678년) 장관인 령(선부령)이 임명되면서 상위 중앙관부로 출범하였으며, 선부경이 증원된 신문왕(神文王) 8년(688년) 선부가 독립된 관서로써 완성된 것으로 볼 수 있다. 
선부(서)경이 임명되었던 문무왕 3년(663년)은 백제 부흥운동의 향방을 확실하게 패배로 결정지은 백강 전투가 있었던 해이기도 하다. 이재석은 선부서에 경이 설치된 것이 백강 전투(663.8) 시점에서 이전의 일인지 이후의 일인지 여부는 사료적으로 명기된 바가 없어 사실 관계를 입증하기는 어렵다면서도 그 배경에 백강 전투에서의 경험과 그를 통해 신라의 수군 운용 실태에 대한 자각이 선부서경의 신설 배경에 있어서 생각하지 않을 수 없다고 하였으며, 태종 무열왕이 이미 백제와의 결전을 앞둔 무열왕 6년(659년) 병부령을 1인 증원하여 실제 연합군의 가동에 대비했던 것이나 문무왕 자신이 그 증원된 병부령의 한 사람으로써 병선을 지휘한 경험이 있었던 점, 신라가 이미 왜 수군과의 해전 가능성을 사전에 인지하고 있었을 가능성이 크다는 점 등에서 백강 전투라는 대규모 신라-당 수군 연합에 의한 군사작전이 예상되는(동시에 왜의 한반도로의 도래 위협이 가시화되는) 상황에서 병부령의 선례처럼 선부서의 기능 강화 조치를 선제적으로 하였을 가능성에 무게를 두는 견지에서 선부(서)경 설치가 백강 전투 이전에 이루어졌을 가능성을 시사하였다.
선부의 장관인 선부령을 제외하고 차관인 선부경 이하 관직들의 관등 조건은 모두 조부(調府)의 그것과 같이하였다(다만 최하급 관직인 사의 경우는 명기되어 있지 않다).

## 직제
- 영(令)

선부의 장관으로 관위가 대아찬(大阿湌)에서 각간(角干)까지의 관위를 보유한 자, 즉 진골만이 임명될 수 있는 것이었다. 정원은 한 명이었다.
- 경(卿)

선부의 차관으로 문무왕 3년(663)에 두었다고 되어 있다. 관위는 급찬에서 아찬까지의 관위를 보유한 자로 임명되었다. 정원은 1명이었으나 신문왕 8년(688)에 1명을 더 두었다.
- 대사(大舍)

관위는 사지에서 대나마까지의 관위를 보유한 자로 임명하였다. 경덕왕의 관명 변경 때에는 주부(主簿)로 바꾸었다.
- 사지(舍知)

관위는 사지에서 대사까지의 관위를 가진 자로 임명하였으며, 정원은 1명이다. 경덕왕 때의 관명 변경 때에는 사주(司舟)로 바뀌었었다.
- 사(史)

정원은 8명이다. 《삼국사기》에는 신문왕 원년(681)에 정원을 두 명으로 늘렸다가, 애장왕(哀莊王) 6년(805)에 다시 두 명을 줄였다고 하였다.

## 참고 문헌
- 이인철 (1993). 《신라정치제도사연구》. 일지사.
- 이재석 (2022.6). “신라의 船府(署) 정비와 백촌강 전투”. 《대구사학》 (146).
- 김창겸 (2017). “신라 문무왕의 해양의식”. 《탐라문화》 (56).
- 정덕기 (2018). “6~7세기 신라 병부의 조직정비와 병마행정의 변화”. 《한국고대사탐구》 (30).